# Liste der Länderspiele der guinea-bissauischen Futsalnationalmannschaft
Die nachfolgende Liste enthält alle Länderspiele der guinea-bissauischen Futsalnationalmannschaft der Männer, die der Fußballverband von Guinea-Bissau, die Federação de Futebol da Guiné-Bissau (FFGB), im Jahr 2009 gegründet hat. Futsal ist die einzige von der FIFA anerkannte Variante des Hallenfußballs. Bisher wurden vier Länderspiele ausgetragen.

## Länderspielübersicht
Legende
- Erg. = Ergebnis
- n. V. = nach Verlängerung
- i. S. = im Sechsmeterschießen
- abg. = Spielabbruch
- H = Heimspiel
- A = Auswärtsspiel
- * = Spiel auf neutralem Platz
- Hintergrundfarbe grün = Sieg
- Hintergrundfarbe gelb = Unentschieden
- Hintergrundfarbe rot = Niederlage

| Nr.                    | Datum      | Erg. | Gegner                |   | Austragungsort                     | Anlass                  | Bemerkungen |
| ---------------------- | ---------- | ---- | --------------------- | - | ---------------------------------- | ----------------------- | --- |
| 1                      | 12.07.2009 | 0:15 | Brasilien             | * | Lissabon (POR), Pavilhão Atlântico | Jogos da Lusofonia 2009 | Erstes Spiel auf neutralem Platz Erste Niederlage Erste Niederlage auf neutralem Platz Höchste Niederlage Höchste Niederlage auf neutralem Platz Erstes Länderspiel gegen Brasilien |
| 2                      | 13.07.2009 | 0:3  | Portugal              | A | Lissabon (POR), Pavilhão Atlântico | Jogos da Lusofonia 2009 | Erstes Auswärtsspiel Erste Auswärtsniederlage Höchste Auswärtsniederlage Erstes Länderspiel gegen Portugal                                                                          |
| 3                      | 16.07.2009 | 6:2  | São Tomé und Príncipe | * | Lissabon (POR), Pavilhão Atlântico | Jogos da Lusofonia 2009 | Erster Sieg Erster Sieg auf neutralem Platz Höchster Sieg Höchster Sieg auf neutralem Platz Erstes Länderspiel gegen São Tomé und Príncipe                                          |
| 4                      | 17.07.2009 | 1:6  | Angola                | * | Lissabon (POR), Pavilhão Atlântico | Jogos da Lusofonia 2009 | Erstes Länderspiel gegen Angola |
| Stand: 27. August 2018 |            |      |                       |   |                                    |                         | |

## Statistik
In der Statistik werden nur die offiziellen Länderspiele berücksichtigt.
Legende
- Sp. = Spiele
- Sg. = Siege
- Uts. = Unentschieden
- Ndl. = Niederlagen
- Hintergrundfarbe grün = positive Bilanz
- Hintergrundfarbe gelb = ausgeglichene Bilanz
- Hintergrundfarbe rot = negative Bilanz

### Gegner
| Land                  | Kontinentalverband | Sp. | Sg. | Uts. | Ndl. | Torverhältnis |
| --------------------- | ------------------ | --- | --- | ---- | ---- | ------------- |
| Angola                | CAF                | 1   | 0   | 0    | 1    | 1:6           |
| Brasilien             | CONMEBOL           | 1   | 0   | 0    | 1    | 00:15         |
| Portugal              | UEFA               | 1   | 0   | 0    | 1    | 0:3           |
| São Tomé und Príncipe | CAF                | 1   | 1   | 0    | 0    | 6:2           |
| Gesamt                | Gesamt             | 4   | 1   | 0    | 3    | 07:26         |

### Kontinentalverbände
| Kontinentalverband                 | Sp. | Sg. | Uts. | Ndl. | Torverhältnis |
| ---------------------------------- | --- | --- | ---- | ---- | ------------- |
| AFC (Asien)                        | 0   | 0   | 0    | 0    | 0:0           |
| CAF (Afrika)                       | 2   | 1   | 0    | 1    | 7:8           |
| CONCACAF (Nord- und Mittelamerika) | 0   | 0   | 0    | 0    | 0:0           |
| CONMEBOL (Südamerika)              | 1   | 0   | 0    | 1    | 00:15         |
| OFC (Ozeanien)                     | 0   | 0   | 0    | 0    | 0:0           |
| UEFA (Europa)                      | 1   | 0   | 0    | 1    | 0:3           |
| Gesamt                             | 4   | 1   | 0    | 3    | 07:26         |

### Anlässe
| Anlass                    | Sp. | Sg. | Uts. | Ndl. | Torverhältnis |
| ------------------------- | --- | --- | ---- | ---- | ------------- |
| Jogos da Lusofonia-Spiele | 4   | 1   | 0    | 3    | 07:26         |
| Freundschaftsspiele       | 0   | 0   | 0    | 0    | 0:0           |
| Gesamt                    | 4   | 1   | 0    | 3    | 07:26         |

### Spielarten
| Spielart                       | Sp. | Sg. | Uts. | Ndl. | Torverhältnis |
| ------------------------------ | --- | --- | ---- | ---- | ------------- |
| Heimspiele (H)                 | 0   | 0   | 0    | 0    | 0:0           |
| Spiele auf neutralem Platz (*) | 3   | 1   | 0    | 2    | 07:23         |
| Auswärtsspiele (A)             | 1   | 0   | 0    | 1    | 0:3           |
| Gesamt                         | 4   | 1   | 0    | 3    | 07:26         |

### Austragungsorte
| Austragungsort | Land     | Sp. | Sg. | Uts. | Ndl. | Torverhältnis |
| -------------- | -------- | --- | --- | ---- | ---- | ------------- |
| Lissabon       | Portugal | 4   | 1   | 0    | 3    | 07:26         |
| Gesamt         | Gesamt   | 4   | 1   | 0    | 3    | 07:26         |

### Spielergebnisse
|      | Gegentore | Gegentore | Gegentore | Gegentore | Gegentore | Gegentore | Gegentore | Gegentore | Gegentore | Gegentore | Gegentore | Gegentore | Gegentore | Gegentore | Gegentore | Gegentore |
| Tore | 0         | 1         | 2         | 3         | 4         | 5         | 6         | 7         | 8         | 9         | 10        | 11        | 12        | 13        | 14        | 15        |
| ---- | --------- | --------- | --------- | --------- | --------- | --------- | --------- | --------- | --------- | --------- | --------- | --------- | --------- | --------- | --------- | --------- |
| 0    | -         | -         | -         | 1         | -         | -         | -         | -         | -         | -         | -         | -         | -         | -         | -         | 1         |
| 1    | -         | -         | -         | -         | -         | -         | 1         | -         | -         | -         | -         | -         | -         | -         | -         | -         |
| 2    | -         | -         | -         | -         | -         | -         | -         | -         | -         | -         | -         | -         | -         | -         | -         | -         |
| 3    | -         | -         | -         | -         | -         | -         | -         | -         | -         | -         | -         | -         | -         | -         | -         | -         |
| 4    | -         | -         | -         | -         | -         | -         | -         | -         | -         | -         | -         | -         | -         | -         | -         | -         |
| 5    | -         | -         | -         | -         | -         | -         | -         | -         | -         | -         | -         | -         | -         | -         | -         | -         |
| 6    | -         | -         | 1         | -         | -         | -         | -         | -         | -         | -         | -         | -         | -         | -         | -         | -         |